# Marsha Milan Londoh
Marsha Milan Londoh (Nacida el 6 de noviembre de 1985 en Berrien Springs, Míchigan, Estados Unidos) es una cantante y actriz  malaya. Es especialmente famosa por participar en un reality show en Malasia, un concurso organizado por la Akademi Fantasia, en la que obtuvo el cuarto lugar.

## Akademi Fantasia
Londoh fue uno de los finalistas de la Akademi Fantasia, Temporada 3. Originalmente, ella no fue elegida como la finalista de las 12 participantes durante el Concierto Preludio. Sin embargo, se las arregló para entrar cuando el productor abrió dos puntos de los concursantes que no lo hicieron en el Concierto Preludio perteneciente a la XIII y XIV en la primera semana.
Ella era conocida por sus restricciones en la academia debido a su religión, de la Iglesia Adventista del Séptimo Día. Al mismo tiempo, se rumoreaba que siempre tenía una relación con algunos de los concursantes de la academia, en particular con Asmawi Ani. En el concierto final, fue elegida cuarta finalista.
Participó en el programa de televisión Vild Med Dans en 2013 y bailó con Morten Kjeldgaard. En 2013, dobló al personaje de Elsa de la película Frozen, interpretando la versión malaya de la canción "Let it go" ("Bebaskan"), que ganó un Óscar el 2 de marzo de 2014. La versión malaya de Let it go, fue también una de las que tuvo mayor aceptación por parte del público en internet. Milan fue elegida, en debido a que la actriz de voz original de Elsa es Idina Menzel, quien también interpretó a la Elphaba original. En el doblaje de otros idiomas de la película, las actrices de doblaje también han interpretado a Elphaba alguna vez, como Willemijn Verkaik (doblaje neerlandés), Hye Na Park (doblaje coreano) y Mona Mor (doblaje hebreo). Entre 2011 y 2014, MY (Malasia) realizó una serie de conciertos en diferentes lugares de Malasia, donde las canciones famosas de los clásicos de Disney fueron interpretadas por artistas como Stig Rossen, Annette Heick, Henrik Launbjerg, Monique, Jesper Asholt, Thomas Meilstrup y Pelle Emil Hebsgaard.

### Actuaciones en Akademi Fantasia
| Puesto | Canción                                                |
| ------ | ------------------------------------------------------ |
| Week 1 | "Awan Yang Terpilu" by Ning Baizura                    |
| Week 2 | "Ingin Bersamamu" by Syafinaz                          |
| Week 3 | "Lelaki Idaman" by Melly Goeslaw                       |
| Week 4 | "Tunggu Sekejap" by P. Ramlee                          |
| Week 5 | "Bossanova" by Saloma                                  |
| Week 6 | "Destiny" by Jim Brickman                              |
| Week 7 | "Jambatan Tamparuli" by Justin Lusah (Original Singer) |
| Week 8 | "Cobalah Untuk Setia" by Kris Dayanti                  |
| Week 9 | "Ku Pendam Sebuah Duka" by Khadijah Ibrahim            |
| Finale | "Manusia" by Saloma "Untuk Terakhir Kali" by herself   |

### Filmografía
| Año  | Película                      | Personaje                 | Notas                 |
| ---- | ----------------------------- | ------------------------- | --------------------- |
| 2006 | Misi 1511                     | Unknown                   |                       |
| 2008 | Saus Kacang                   | Mae                       | Indonesian Production |
| 2009 | Senario episode 2: Beach Boys | Zuraidah(Supporting role) |                       |
| 2009 | Magika                        | Puteri Santubong          | KRU Production        |
| 2009 | 4 Madu                        | Zarra                     | Lead role             |

### Telecines
- 2005 - Rumah Terbuka AF3
- 2005 - Gitu-gitu Raya
- 2008 - Besan vs Madu
- 2008 - 5 saat
- 2009 - Beautiful Maria
- 2009 - Cinta Meriam Buluh
- 2009 - Marah-marah Sayang
- 2009 - Pun Pun
- 2010 - Takdir

### TV series
- 2006 - Kirana
- 2008 - Mega Sekeping Hati
- 2009 - Korban 44
- 2010 - Hotel Mania
- 2010 - K.I.T.A
- 2010 - Dottie
- 2010 - Salon
- 2010 - Awan Dania 3
- 2010 - Seribu Kali Cinta

### Online dramas
- 2007 - Kerana Karina 1
- 2008 - Kerana Karina 2
- 2008 - Kerana Karina 3

### Bandas Sonoras
Participó en la banda sonora de la película Frozen además canto la canción representativa de esta película "Let It Go" en Malaysia.

## Reconocimientos
PREMIOS
| Año  | Premio                        | Categoría                             | Resultado    |
| ---- | ----------------------------- | ------------------------------------- | ------------ |
| 2005 | Akademi Fantasia 3 Finals     |                                       | Fourth place |
| 2006 | Anugerah Bintang Popular      | Penyanyi Wanita Baru Paling Popular   | Nominated    |
| 2006 | Anugerah Industri Muzik (AIM) | Best New Artiste                      | Nominated    |
| 2009 | Anugerah Industri Muzik (AIM) | Best Vocal Performance in a Duet Song | Nominated    |
| 2009 | Shout! Awards                 | Hot Chick Award                       | Nominated    |